# منطقة رامانجارا
رامانجارا رمزها «RM» (بالإنجليزية: Ramanagara)‏ ، هو تقسيم إداري لدولة الهند تتبع ولاية كارناتاكا (بالإنجليزية: Karnataka)‏ ، مركزها هو مدينة رامانجارا (بالإنجليزية: Ramanagara)‏ عدد سكانها حسب تعداد سنة 2001 هو 79,365 ، مساحتها كم² وكثافة السكان لكل كم² .